# Luis Cruzado
Luis Fernando Cruzado Sánchez (Lima, 1941. július 6. – Lima, 2013. február 14.) válogatott perui labdarúgó, középpályás.

## Pályafutása

### Klubcsapatban
1959 és 1973 között az Universitario labdarúgója volt és hét bajnoki címet nyert a csapattal. 1974-ben a Walter Ormeño, 1975-ben a Juan Aurich játékosa volt.

### A válogatottban
1961 és 1971 között 26 alkalommal szerepelt a perui válogatottban és egy gólt szerzett. Részt vett az 1970-es mexikói világbajnokságon.

## Sikerei, díjai
Universitario
- Perui bajnokság
  - bajnok (7): 1959, 1960, 1964, 1966, 1967, 1969, 1971
- Copa Libertadores
  - döntős: 1972